# Кудиалчай
Кудиалча́й(азерб. Qudyalçay; Куба, Кубинка, Гудиалчай) — горная река на северо-востоке Азербайджана. Впадает в Каспийское море. Длина реки 108 км, общая площадь водосбора 799 км² (79900 га).

## География

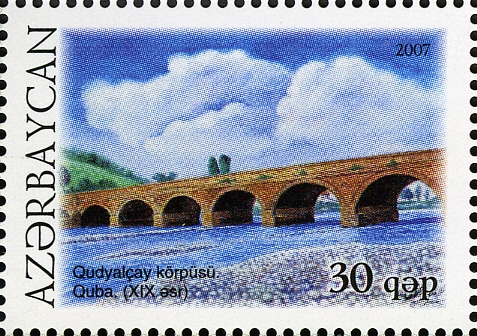
Мост XIX века на реке Кудиалчай. Почтовая марка Азербайджана

Бассейн реки расположен на северо-восточном склоне Большого Кавказского хребта в пределах Азербайджана и охватывает территорию Губинского и Хачмазского районов. Исток находится на северном склоне Туфандага (высота 3000 м). Верховья Кудиалчая от верховий Кусарчая отделяет плато Кызылкая, от истоков Вельвеличая — Будугское и Гирдагское плато. Рельеф горной части течения реки складывается из крутых склонов и скальных отложений. Выпадающие осадки не проникают в почву или грунты, образуя поверхностный сток, приводящий к развитию эрозионных процессов.
В питании реки талые воды составляют 30-40, дождевые — 20-30 и подземные — 30-40 % годового объёма стока. Основное накопление запасов влаги происходит за счёт зимних осадков на больших высотах, которые являются одним из основных источников питания реки. В конце марта — начале апреля начинается половодье, формирующееся за счет таяния снега в горах и заканчивающееся во второй половине августа. На этот период приходится около 60-70 % годового объёма стока.

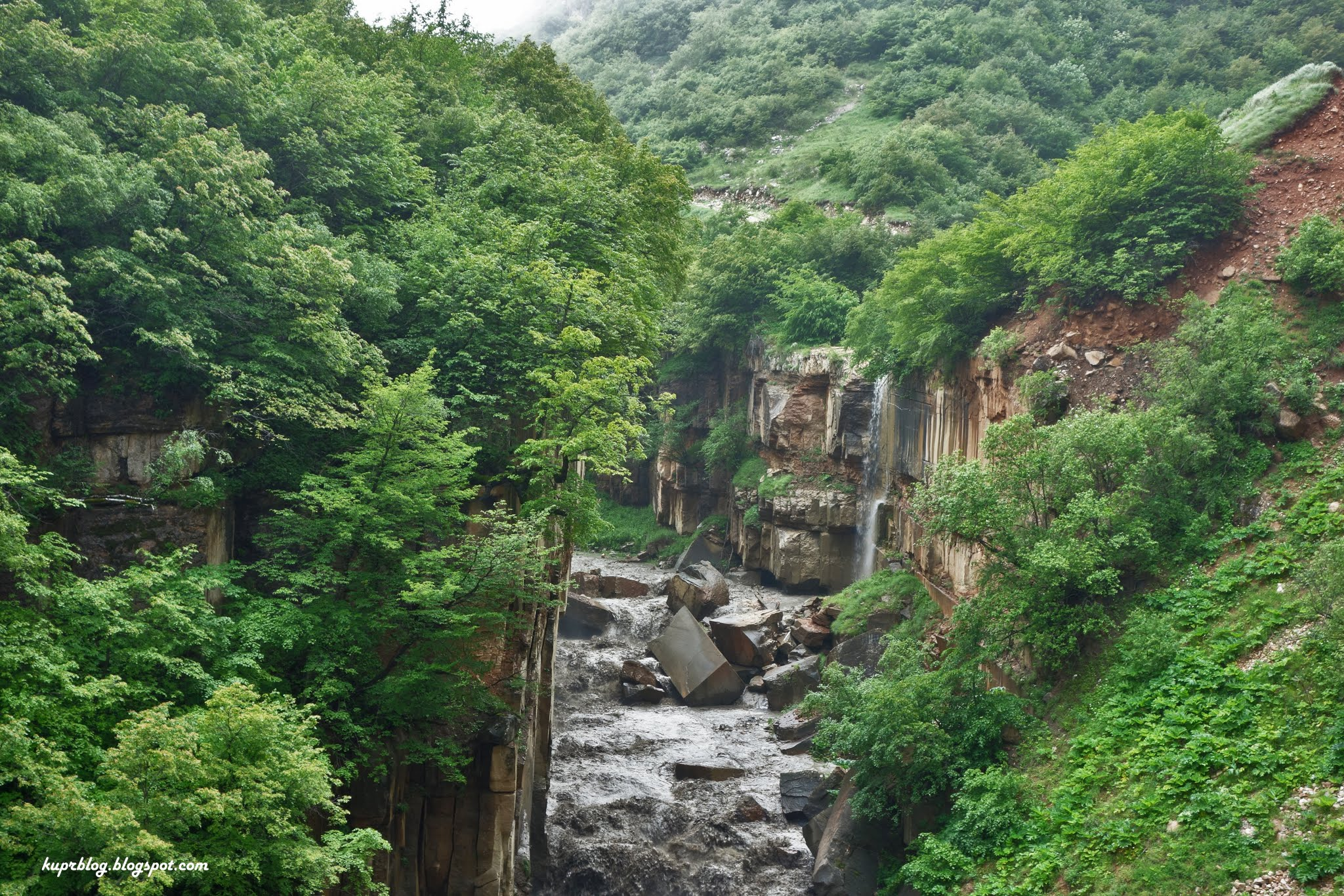
Каньон реки Кудиалчай у селения Крыз

Пройдя через предгорья, река выходит на Гусарскую равнину, представляющую собой слившиеся конусы рек Самур, Кусарчай, Кудиалчай, Карачай и другие, а далее до Каспийского моря протекает по Самур-Девечинской низменности.

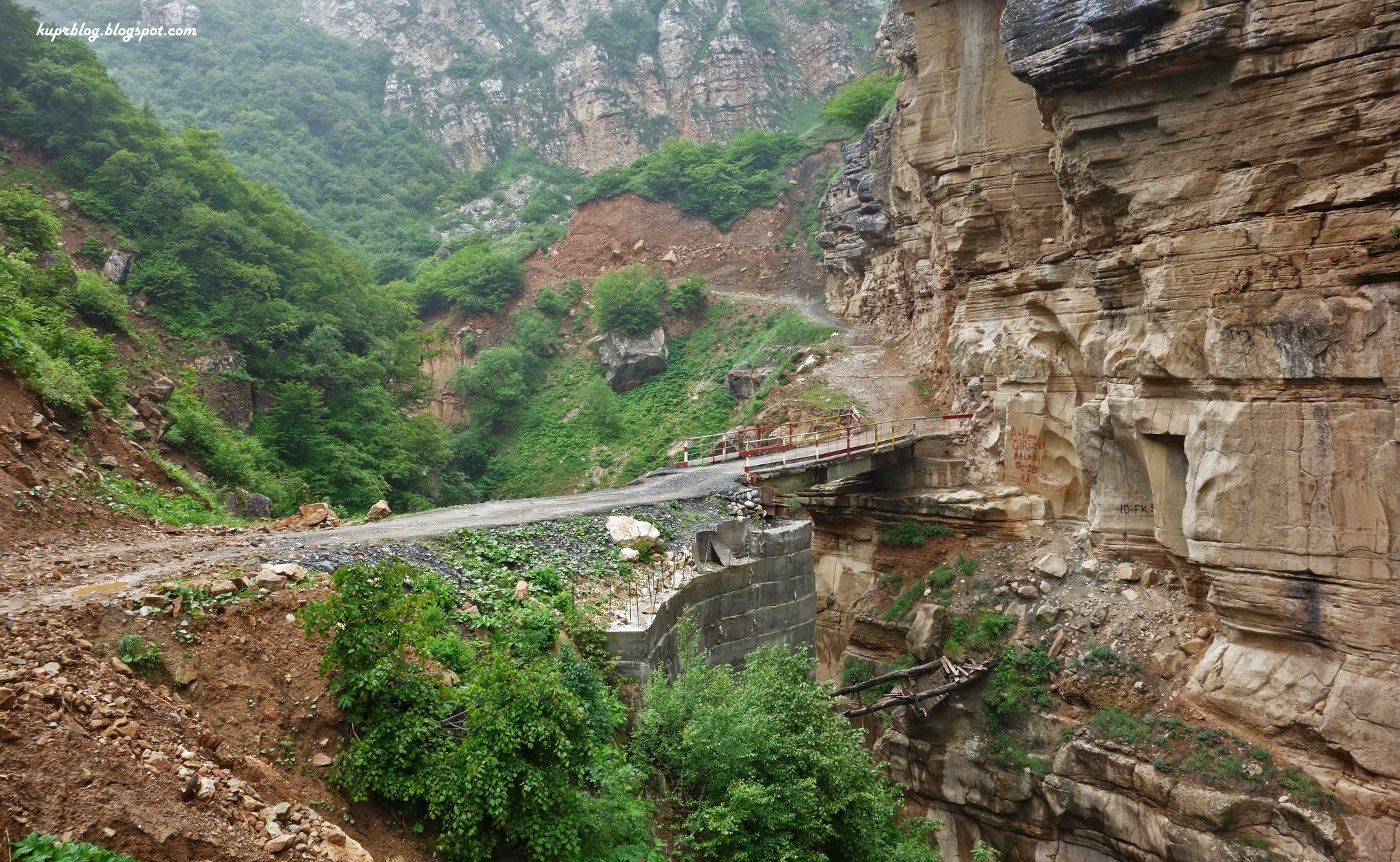
Мост через реку Кудиалчай на дороге, ведущей к селению Крыз

## Экология
Река Кудиалчай подвержена существенному антропогенному воздействию. Предприятиями г. Губа в неё ежегодно сбрасывается около 1400 тыс. м³ неочищенных сточных вод, а в районе г. Хачмаз — более 100 тыс. м³ хозяйственно-бытовых сточных вод. После организованного сброса сточных вод предприятиями Хачмаза качество речной воды резко ухудшается.